# C–H···O相互作用
化学において、C–H···O相互作用（シーエイチオーそうごさよう）は、特殊な種類の弱い水素結合を表わす。一般的な水素結合と比べると結合力は弱いものの、これらの水素結合はアミノ酸やタンパク質、糖、DNA、RNAのような重要な生体分子の構造中に存在するため、天然において非常に重要である。C–H···O相互作用はタンパク質中の全ての水素結合の20-25%を占める。

## 歴史
C–H···O相互作用は1937年にサミュエル・グラスストーンによって発見された。グラスストーンはアセトンと炭化水素の異なるハロゲン化誘導体の混合物の性質について研究し、これらの混合物の双極子モーメントが純粋な物質の双極子モーメント異なることに気付いた。グラスストーンはこれをC–H···O相互作用の概念を構築することによって説明した。

## 性質
C–H···O相互作用の2つの主な特徴は、指向性と相互作用エネルギーである。指向性に基づいて、C–H···O相互作用がファンデルワールス相互作用ではなく、水素結合であること示された。
C–H···O相互作用の指向性は、C、H、O原子間の角度αとOおよびH原子間の距離dによって大抵定義される。C–H···O相互作用において、角度αは90° から180° の間にあり、距離dは大抵3.2 Åよりも小さい。芳香族C–Hドナーの場合は、C–H···O相互作用は相互作用するC-H基の近くの芳香環置換基の影響によって直線状ではない。C–H···O相互作用の相互作用エネルギーは1.0 - 2.0 kcal/molの範囲である。しかしながら、非常に酸性度の高い水素原子の場合、この値はもっと高くなりうる。
C–H···O相互作用は医薬品設計において重要である。これらの相互作用は治療上の標的タンパク質の構造に影響を与え、標的タンパク質の芳香族アミノ酸はしばしば水素原子を供与し、C–H···O相互作用を形成する。C–H···O相互作用はまた、O–H···π相互作用のようなある種の非共有結合性相互作用を強めることができる。強力なC–H···O相互作用は核酸でも見られる。